# Józef Konstanty Ramotowski
Józef Konstanty Ramotowski ps. „Wawer” (ur. 12 kwietnia 1812 w Tykocinie, zm. 20 lipca 1888 w Saumur we Francji) – pułkownik wojska polskiego, podpułkownik armii francuskiej, powstaniec listopadowy i styczniowy, przywódca powstania styczniowego w Puszczy Białej, weteran wojny francusko-pruskiej, uczestnik polskiej emigracji we Francji.

## Życiorys

### Pochodzenie i młodość
Józef Konstanty Ramotowski przyszedł na świat w typowej dla północno-wschodniego Mazowsza rodzinie szlachty zaściankowej wywodzącej się od Karola Ramotowskiego, syna Jana, urodzonego ok. 1675, dziedzica wsi Kumelsk. Ojcem Konstantego był Józef Ramotowski urodzony w 1781 w Grądach Wielkich w parafii Jedwabne, a matką Józefa z Usarzewskich z Warki. Ojciec Konstantego pracował w Tykocinie jako pisarz w magazynach solnych. Konstanty miał trzech braci: Aleksandra (1809), Leopolda Pawła (1818–1883) i Nikodema Józefa. Leopold Ramotowski był proboszczem w Rutkach, kanonikiem kapituły sejneńskiej i regensem seminarium duchownego w Sejnach.

### Powstanie listopadowe i emigracja
W 1830 ukończył Szkołę Wojewódzką w Łomży i jesienią zapisał się na Wydział Prawa i Administracji Uniwersytetu Warszawskiego. Tam zastał go wybuch powstania listopadowego. Wstąpił do Legii Akademickiej, a później do 2 pułku piechoty liniowej. Prawdopodobnie wziął udział w szturmie na Arsenał.
Walczył w bitwie pod Wawrem 31 marca 1831 – stąd jego późniejszy pseudonim. Po bitwie został odznaczony Krzyżem Srebrnym Orderu Virtuti Militari i awansowany na stopień podoficerski. Przeszedł cały szlak 2 pułku. W bitwie pod rodzinnym Tykocinem został ranny. Powstanie skończy wraz z całym korpusem Rybickiego, przechodząc do Prus. Przed przekroczeniem granicy został awansowany na stopień podporucznika. Przez Poznań i Drezno udał się do Francji.
Do Strasburga dotarł 18 lipca 1832 w towarzystwie trzech żołnierzy powstania listopadowego. Dzielił los wszystkich polskich popowstaniowych uchodźców. Był przerzucany do kolejnych ośrodków uchodźczych. Przebywał w Châteauroux, Bourges, Mortain, Rouen, Rennes i Laval. W Mortain zamieszkał w 1833, gdzie 27 lipca dołączył do Towarzystwa Demokratycznego Polskiego. Jako ochotnik zaciągnął się do służby w Legii Cudzoziemskiej w Algierii. Do Francji wrócił w 1837. W dniu 8 lipca 1838 sekcja TDP w Poitiers skreśliła go z listy członków. Przyznano mu stopień podporucznika i skierowano do 1 pułku strzelców pieszych Wojska Polskiego. W Désertines w departamencie Mayenne (gdzie mieszkał) 15 maja 1846 ponownie wstąpił ponownie do TDP. Krótko później wyjechał do Algierii, gdzie do 1862 służył we francuskiej armii afrykańskiej. W 1856 podpisał oświadczenie emigracji  o odrzuceniu amnestii ogłoszonej przez carat.
Prawdopodobnie w 1835 poznał Constance Aline Guesdon de Beauchesne, wdowę po Henri de La Broise. 7 stycznia 1836 wziął z nią ślub i zamieszkał w Désertines w dworze Grande Haie w Désertines, gdzie Constance zarządzała majątkiem w imieniu nieletniego syna. Ramotowski jako jego prawny współopiekun dołączył do środowiska miejscowej szlachty. Został wiceprzewodniczącym powiatowego Komitetu Rolnego, a później kapitanem Gwardii Narodowej. Około 1842 zaczął starać się o uzyskanie obywatelstwa francuskiego.
Z żoną wychował troje dzieci: córkę Marie Leokadie (ur. 1837) oraz synów Arthura Josepha Anne (1840–1850) i Léopolda Thadée (1841–1921). Dwóch bliźniaków zmarło po porodzie w 1836.

### Powstanie styczniowe
W 1862 opuścił Francję i przedostał się na Litwę w okolice Rosieni, gdzie u jednego z braci, właściciela majątku w powiecie rosieńskim, przygotowywał się do powstania. Po jego wybuchu początkowo walczył w województwie płockim w oddziałach Władysława Cichorskiego „Zameczka” i Zygmunta Padlewskiego. 
W marcu 1863 dostał od Rządu Narodowego rozkaz sformowania własnego oddziału i ożywienia powstania w Łomżyńskiem. W okolicy Komorowa z rozbitków partii „Zameczka” zorganizował oddział, z którym poruszał się na pograniczu województw płockiego i augustowskiego, unikając nieprzyjaciela. W dniu 25 marca przeszedł w głąb Augustowskiego. Po drodze pozyskał do powstania ochotników z Kurpiów i drobnej szlachty. Odparł atak Rosjan w folwarku Białaszewo 31 marca i pod Jaświłami (Wielkimi Jaszwilami) 2 kwietnia. Rozłożył się obozem w trudnodostępnych lasach leśnictwa Balinka, w tzw. Kozim Rynku. W dniu 16 kwietnia Ramotowski awansował na pułkownika wojska polskiego. Zwyciężył pod Jastrzębną (zob. Jastrzębna Pierwsza i Druga) 19 kwietnia, ale 23 kwietnia poniósł klęskę pod Balinką i Czarnym Brodem. Wraz z oddziałami Władysława Brandta i Wiktora Hłaski 21 kwietnia pod Kadyszem pokonał przeważające siły rosyjskie. Uciekając przed zasadzką, 28 czerwca pod Gruszkami Ramotowski pobił mającego przewagę nieprzyjaciela. Wracając do Koziego Rynku, 29 czerwca został otoczony i pobity. Skierował się w Łomżyńskie. Odparł ataki ścigających go Moskali w Radziłowie 5 lipca i podczas przeprawy przez Narew pod Sieburczynem dwa dni później. Po wzmocnieniu oddziału pomaszerował do województwa płockiego, by przerwać linię kolejową warszawsko-petersburską. 14 lipca 1863 poniósł klęskę pod Rząśnikiem. Oddział uległ rozproszeniu, ale „Wawer” zebrał go ponownie. Wrócił w lasy koło Nowogrodu, po czym rozpuścił oddział.
Finansowo wspomagała go m.in. jedna z najbogatszych rodzin w regionie, Kisielniccy. W ich majątku w Korzenistem, gdzie Ramotowski oczekiwał dostawy broni z Prus Wschodnich, został otoczony przez Rosjan, ale wyszedł z okrążenia.
W sierpniu ponownie zorganizował oddział, jednak 3 września został rozbity pod Strzelcowizną. Ocalałym polecił dołączyć do partii w Augustowskiem, a sam, bez porozumienia z Rządem Narodowym, wyjechał do Prus Wschodnich, co władze powstańcze uznały za dezercję. Skutkowało to sądem wojennym w grudniu 1863. Zaocznie został skazany na karę śmierci, ale wyrok anulowano. Ludwik Mierosławski planujący rozszerzenie powstania na Prusy Wschodnie 25 listopada 1863 mianował Ramotowskiego organizatorem insurekcji w tym rejonie. Ramotowski nie objął funkcji z powodu sprzeciwu miejscowych władz powstańczych wobec działań Mierosławskiego. W grudniu 1863 wrócił do Francji.
Mimo słabego uzbrojenia odbył wiele potyczek i bitew z wojskami rosyjskimi. Cieszył się uznaniem jako dowódca oddziałów powstańczych. Cenili go nawet przeciwnicy – w rosyjskiej prasie pisano o znakomitym i zręcznym dowódcy. Niemniej komisarz Rządu Narodowego Józef Piotrowski oceniał go surowo – miał przeceniać swoją rolę w Augustowskiem. Uważa się, że był najwybitniejszym i najdłużej działającym w województwie augustowskim dowódcą insurekcji styczniowej.

### Służba we Francji i ostatnie lata
W latach 1864–1870 mieszkał w Désertines, gdzie dowodził kompanią Gwardii Narodowej Zmobilizowanej. Walczył w czasie wojny francusko-pruskiej – jako podpułkownik dowodził 9. Kompanią Gwardii Narodowej Zmobilizowanej z rejonu Mayenne. 27 października dostał awans na podpułkownika i został dowódcą 2. legionu Gwardii Narodowej Zmobilizowanej z Mayenne. Zorganizował jednostkę i prawdopodobnie wziął udział w bitwie pod Le Mans. Później osłaniał wycofywanie się jednostek francuskich na linię rzeki Mayenne. Bronił miasta Beaumont-sur-Sarthe. Za tę bitwę został przedstawiony do odznaczenia Legią Honorową, ale nie otrzymał jej z powodu nowych regulacji prawnych.
Kiedy w 1876 żona zmarła, „Wawer” opuścił Désertines i przeniósł się do Paryża. Działał w polskich towarzystwach kombatanckich, organizował zbiórki pieniędzy na renty dla byłych powstańców, aby w końcu samemu z tej renty korzystać. Należał do Towarzystwa Czytelni Polskiej i Instytucji „Czci i Chleba”. Kiedy w 1884 do Francji wrócił syn, Ramotowski przeprowadził się do niego – w Saumur Léopold Thadée otrzymał stanowisko szefa wyszkolenia w szkole kawalerii.
Po śmierci ciało Konstantego Ramotowskiego przewieziono do Mortain i tam pochowano. W 1904 Léopold Thadée Ramotowski dokonał ekshumacji ciała matki z Désertines, gdzie spoczywała przy pierwszym mężu, i ojca z Mortain. Pochował ich w nowym grobie na Cmentarzu Montparnasse. Tam też spoczął, podobnie jak jego siostra Marie Leokadie Garbolewska. Linia wygasła, bo Léopold Thadée Ramotowski pozostał kawalerem.

## Upamiętnienie
Po wojnie francusko-pruskiej Constatine Alice Ramontowska wystawiła w Désertines kapliczkę w podziękowaniu do ocalenie życia rodzinie. W wojnie walczył Léopold Thadée Ramotowski (początkowo jako porucznik 8 pułku strzelców konnych, potem, po ucieczce z niewoli pruskiej, kapitan 6. pułku strzelców konnych), ocalał też syn Constance z pierwszego małżeństwa. Świątek znany jest jako kapliczka Beaumont albo kapliczka Ramotowskiej.
W 1933 na wzniesieniu w rezerwacie-uroczysku Grzędy (Grądy) wystawiono kilkumetrowy krzyż z napisem na poprzecznym ramieniu Za waszą wolność i naszą. Na pionowej belce wyryto napis Stanowisko Wawra, wiosna 1863 r. Grzędy. W 70-tą rocznicę powstania 1863 r.